# Edith Santifaller
Edith Santifaller (* 18. Juli 1932; † 2019) war eine italienische Tischtennisspielerin und -funktionärin. 1999 wurde sie mit dem ITTF Merit Award ausgezeichnet.

## Werdegang
Edith Santifaller war eine italienische Nationalspielerin. Bei nationalen Meisterschaften gewann sie einschließlich von Seniorenmeisterschaften bis 2008 insgesamt 92 Titel. Nach dem Ende ihrer Laufbahn als Leistungssportlerin war sie 12 Jahre lang als Nationaltrainerin für die italienischen Damen zuständig. 1978 wurde sie Präsidentin des Tischtennisverbandes Bozen, ab 1981 arbeitete sie im Jugendkomitee des Europäischen Tischtennisverbandes ETTU. Im Mai 1996 wurde sie in den Vorstand des Weltverbandes ITTF gewählt.
Von 1982, der ersten Austragung, bis 2008 nahm Edith Santifaller an allen Seniorenweltmeisterschaften und allen Senioren-Europameisterschaften teil. In dieser Zeit gewann sie bei den WMs zweimal Gold, dreimal Silber und dreimal Bronze. Bei den EMs holte sie dreimal Gold, zweimal Silber und viermal Bronze.
Ihre Verdienste um den Tischtennissport wurden 1999 mit der Verleihung des ITTF Merit Award gewürdigt.

## Einige Erfolge
- 1994: Senioren-WM: Gold im Einzel Ü60, Gold im Doppel mit Reina Wetterström (Schweden)
- 1995: Senioren-EM in Wien: Silber im Einzel Ü60
- 1997: Senioren-EM in Prag: Gold im Doppel Ü60 mit Gudrun Kahns (Dänemark)
- 2002: Senioren-WM in Luzern: Silber im Einzel Ü70
- 2003: Senioren-EM in Courmayeur: Gold im Einzel Ü70, Gold im Doppel mit Irene Hecq (Belgien)
- 2005: Senioren-EM in Bratislava: Silber im Einzel Ü70, Bronze im Doppel mit Martha Wilke (Deutschland)
- 2006: Senioren-WM in Bremen: Bronze im Doppel Ü70 mit Martha Wilke (Deutschland)
- 2010: Senioren-WM: Silber im Doppel Ü75 mit Betty Bird (England)[4]
- 2011: Senioren-EM in Liberec: Bronze im Einzel Ü75